# Papello
O termo italiano papello (em siciliano papeddu) indica "uma longa e detalhada nota, uma carta ou uma queixa", contendo indicações.
Na imprensa italiana desde a década de 2000, o termo é designado para o Pacto Máfia-Estado que ocorreu durante a década de 1990. Uma cópia do papello foi expedido para os magistrados por Massimo Ciancimino, através de seu advogado, Francesca Russo, em 15 de outubro de 2009.

## Conteúdo
A vontade de Cosa Nostra, então comandada por Salvatore Riina, passou para Vito Ciancimino com doze pedidos para o estado italiano contidos de fato no papello:
1. Revisão da sentença do Maxiprocesso di palermo;
2. Revogação do Artigo 41-bis do regime de prisão;
3. Revisão de Lei Rognoni-La Torre ("associazione di tipo mafioso", ou seja, crime de associação à máfia);
4. A reforma da lei sobre pentiti;
5. O reconhecimento de benefícios dissociados para os condenados da máfia;
6. Prisão domiciliar para pessoas com idade superior a 70 anos;
7. Fechamento das "super-prisões";
8. Servir tempo na prisão perto das casas de parentes;
9. Nenhuma censura nas correspondências com parentes;
10. Medida de prevenção e relação com os parentes;
11. Prisão somente em crime flagrante;
12. Isenção de impostos para a gasolina na Sicília.[3][4]